# Castiglionalto
Castiglionalto o Castiglion Ghinibaldi è un castello medievale situato a Castellina Scalo, nel comune di Monteriggioni, in provincia di Siena.

## Storia
L'edificio, in posizione rialzata su un colle (m 236) da cui si vede Monteriggioni, è circondato da una possente muraglia con bastioni cilindrici angolari, un articolato cortile centrale su cui si affacciano loggiati e i vani scale.
La sua esistenza viene fatta risalire all'XI secolo quando esisteva un castello con corte dei Lambardi, che sorvegliava la vicina via Francigena. Passato ai vescovi di Siena e poi ai monaci di Abbadia a Isola nel corso del XII secolo, fu distrutto dai fiorentini nel 1158 e riedificato nel 1265 con annesso ospedale per i pellegrini da Ghinibaldo dei Saracini, marito della Sapìa citata da Dante (Purgatorio - Canto tredicesimo). Da qui essa avrebbe osservato la sconfitta dei suoi concittadini durante la battaglia di Colle di Val d'Elsa. Saracini aveva diritti signorili sul castello e ne riceveva grandi profitti di mercatura, reinvestiti nell'acquisto di numerosi poderi circostanti. L'edificio oggi si compone di elementi di varie epoche, con una prevalenza dei caratteri quattrocenteschi.

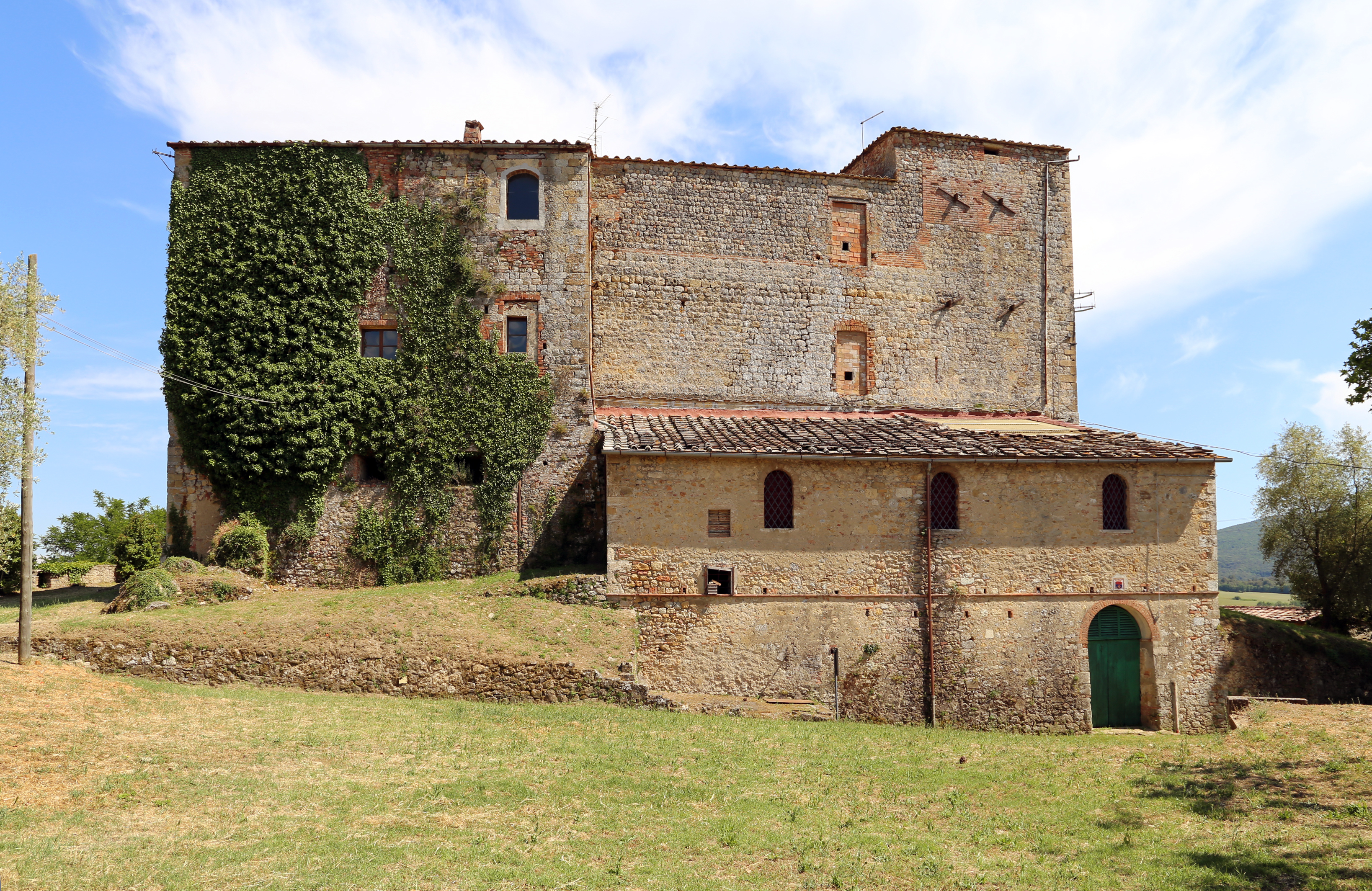
Altra veduta
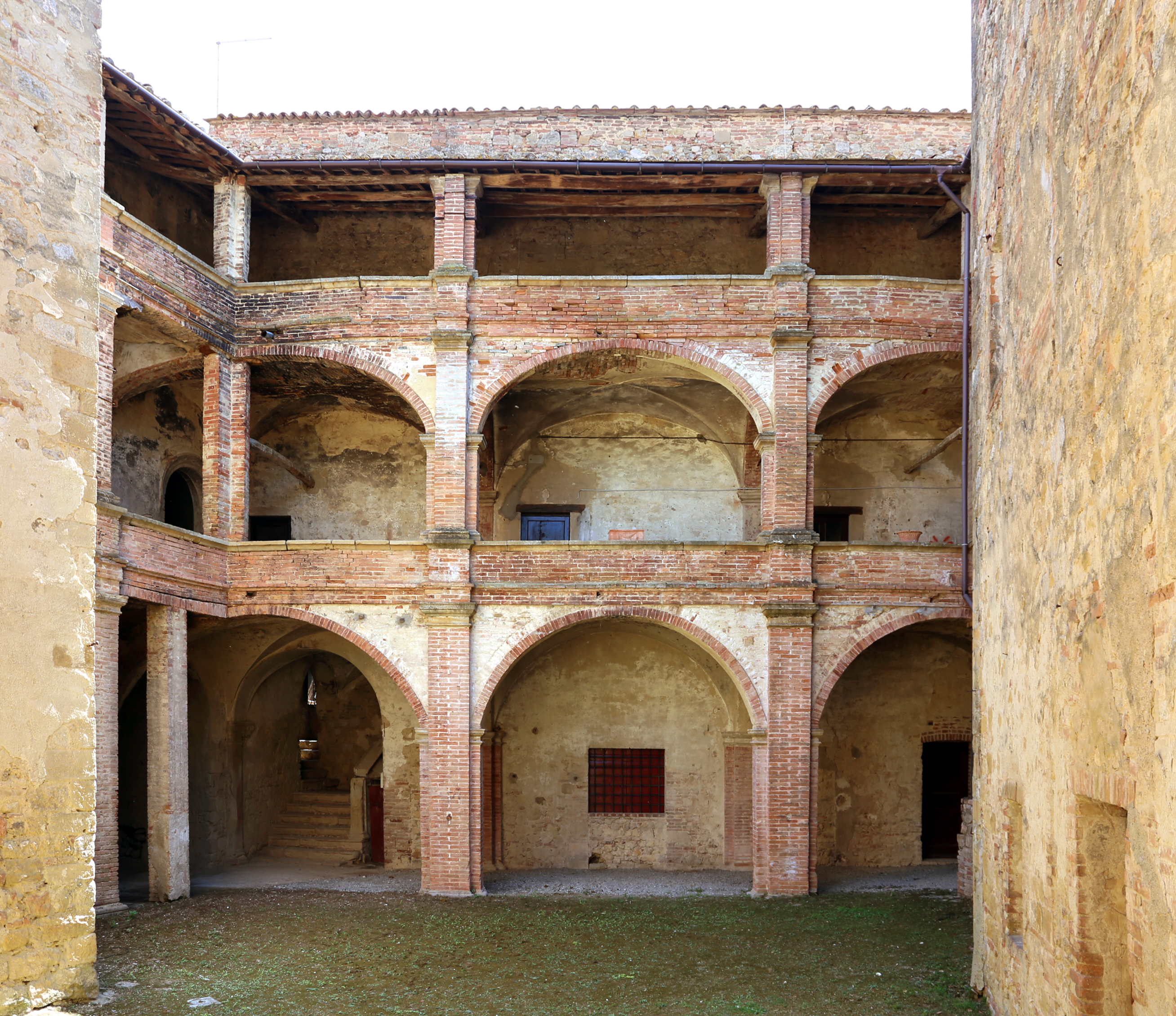
Il cortile
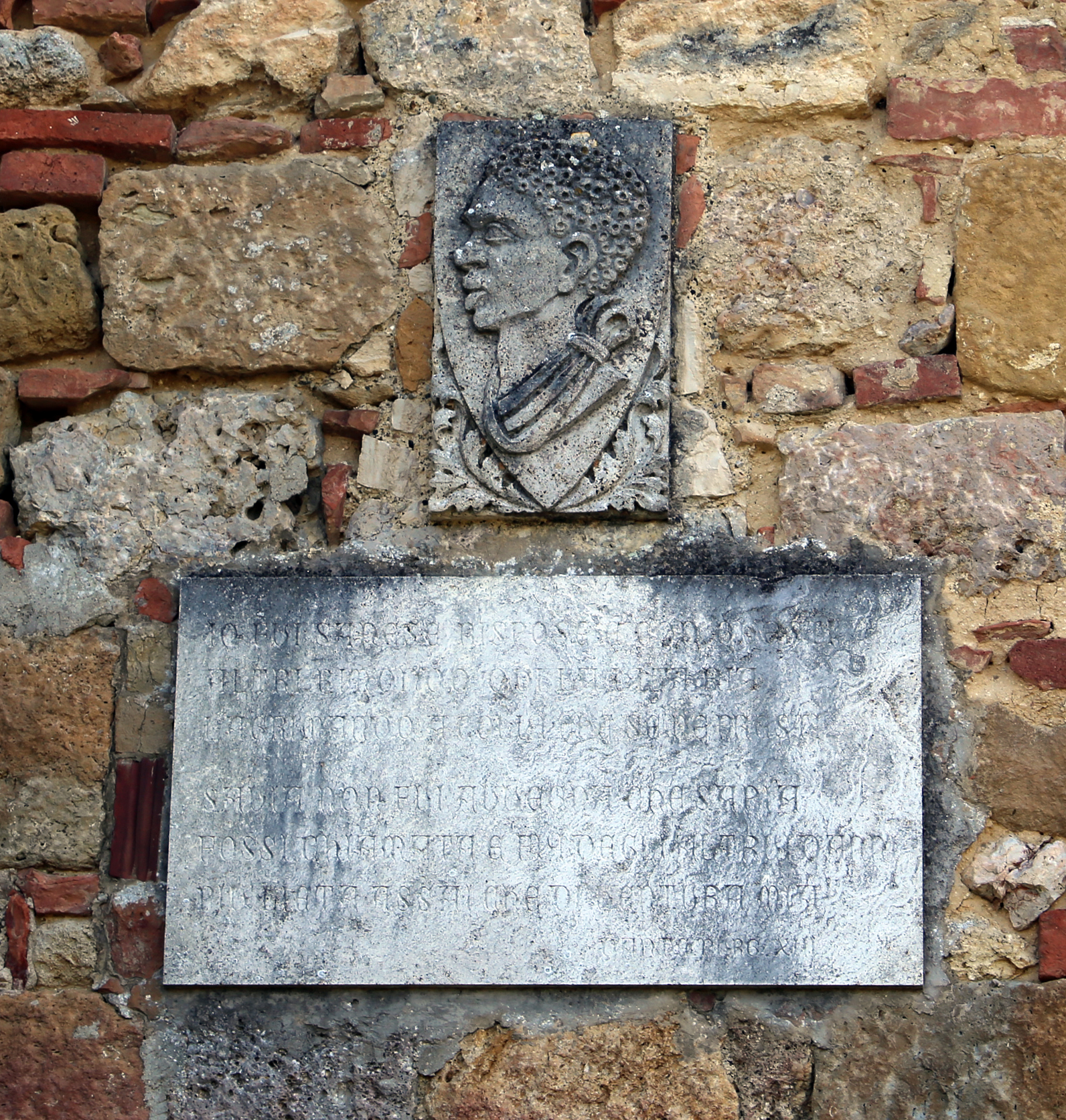
Lapide dantesca